# Pycnonotus bimaculatus
Pycnonotus bimaculatus là một loài chim trong họ Pycnonotidae.